# AGA-komfur
AGA-komfuret er et komfur, der blev opfundet i 1929 af den svenske nobelpristager Gustaf Dalén. Han var blevet blind af en eksplosion i forbindelse med forsøg med gasarter. Han udviklede konceptet for AGA-komfuret (Aktiebolaget GasAccumulator).
De produceredes i Sverige til 1957, men støbejernspladerne bliver produceret på Englands næstældste jernstøberi i den afsides dal i Coalbrookdale i Shropshire. Det var der den industrielle revolution begyndte, da Abraham Darby som den første smeltede jern ved at anvende koks. Hans smeltemetode er næsten uændret. AGA er et prestigekomfur i mange køkkener i Storbritannien.
AGA-komfurer er fremstillet i støbejern og har en varmekilde med en lav intensitet, der konstant kører. De har derfor et meget stort energiforbrug sammenligne med konventionelle moderne komfurer. Til gengæld kan de fungere som varmekilde i boligen.
I forbindelse med 80-års jubilæet i 2009 søgte man at finde den det ældste fungerende AGA-komfur via The Daily Telegraph. Der var flere tusinde henvendelser og vinderen blev etkomfur, der var installeret i 1932, som tilhørte familien Hett i Sussex.